# بیل دیکسون
بیل دیکسون (انگلیسی: Bill Dixon; ۵ اکتبر ۱۹۲۵ – ۱۶ ژوئن ۲۰۱۰) آهنگساز، هنرمند تجسمی، موسیقی‌دان و مدرس موسیقی اهل ایالات متحده آمریکا بود که بین سال‌های ۱۹۶۰ تا ۲۰۱۰ میلادی فعالیت می‌کرد. او از چهره‌های کلیدی جاز آزاد به‌شمار می‌رود.